# Condado de Lecce
El Condado de Lecce (1055-1463) fue un condado normando que tenía a la ciudad de Lecce como capital, en el sur de Italia.
Limitaba al norte con Bríndisi, Oria y Nardò al oeste y Soleto y Otranto al sur.
Los normandos se comprometieron a conquistar las tierras de Salento en 1055 dirigidos por jefes como Godfredo de Altavilla, Roberto Guiscardo, que en 1058 aún no habían tomado a Nardò y Lecce. En 1088 se fundó el Principado de Tarento, atribuido en ese momento a Bohemundo de Altavilla  e incluía a Oria, Gallipoli y Otranto.

## Lista de condes de Lecce
- Casa de Altavilla:

Escudo de armas de la Casa de Altavilla.

  - 1055, Reinaldo, hijo de Acardo, conde de Lecce;
  - 1055, Godofredo, hermano de Reinaldo, conde de Lecce;
  - 1092, Godofredo II, hijo de Godofredo, conde de Lecce y Ostuni;
  - 1120, Acardo II, hijo de Godofredo, conde de Lecce y Ostuni; en 1133 fundó el monasterio de San Juan Evangelista;
  - 1133, Godofredo III, conde de Lecce y Ostuni, señor de Caltanisseta;
  - 1149, Tancredo de Lecce, hijo ilegítimo de Rogelio de Apulia y Emma;[1]
  - 1194, Guillermo III de Sicilia, rey de Sicilia (depuesto).[2]
- Casa de Hohenstaufen:
  - 1194, Enrique VI del Sacro Imperio Romano Germánico, emperador romano germánico y rey de Sicilia, se casó con Constanza de Altavilla (hija de Roger II de Sicilia);
  - 1194, Roberto Biccari.

- Casa de Brienne:[3]
  - 1200, Gualterio III de Brienne;
- Casa de Hohenstaufen:
  - 1205, Federico II;

Escudo de armas de la Casa de Brienne.

  - 1250, Manfredo de Sicilia, hijo de Federico II.
- Casa de Brienne:
  - 1266, Gualterio IV, regresó de Francia donde su madre lo había llevado cuando era un niño, investido por Carlos de Anjou.
  - 1280, Hugo de Brienne, partidario de la Casa de Anjou e hijo de Gualterio IV;
  - 1306, Gualterio V, hijo de Hugo;
  - 1324, Gualterio VI, hijo de Gualterio V;
  - 1356, Isabel de Brienne, hermana de Gualterio VI.

- Casa de Enghien:[4]

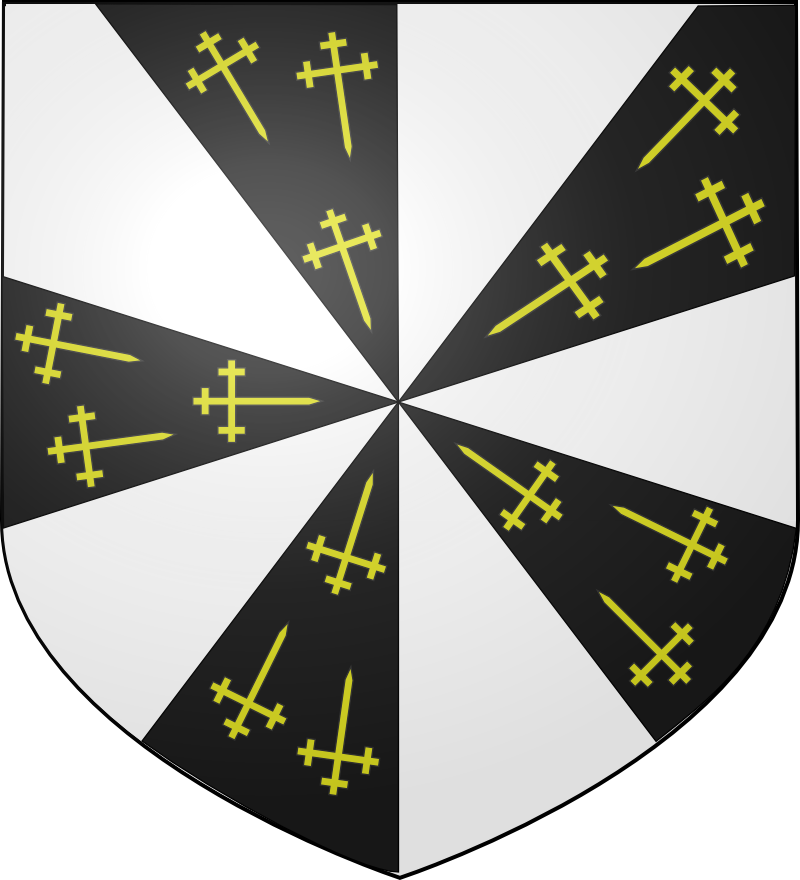
Escudo de armas de la Casa de Enghien.

  - 1357,  Juan de Enghien, conde de Lecce y barón de Castro;
  - 1380, Pedro de Enghien, hijo de Juan;
  - 1384, María de Enghien.
- Casa Orsini del Balzo:
  - 1393, Raimundo Orsini del Balzo, también conocido como Raimondello, esposo de María de Enghien;
  - 1406, Ladislao I de Nápoles, segundo esposo de María de Enghien;
  - 1415, María de Enghien, regresó después de la muerte de Ladislao en 1414 y de unos pocos meses de estar prisionera en Nápoles;
  - 1446, Juan Antonio Orsini del Balzo, hijo Raimundo Orsini y de María de Enghien.
- 1463, Fernando I de Nápoles, rey de Nápoles, heredó el condado a la muerte de su esposa Isabel (sobrina de Juan Antonio Orsini Del Balzo). El condado fue anexado a los dominios personales del rey de Nápoles.